# Самоа на Светском првенству у атлетици у дворани 2016.
Самоа је учествовала на 16. Светском првенству у атлетици у дворани 2016. одржаном у Портланду од 17. до 20. марта девети пут. Репрезентацију Самое представљао је један атлетичар, који се такмичио у трци на 60 метара.,
На овом првенству такмичар Самое није освојио ниједну медаљу нити је остварио неки резултат.

## Учесници
Мушкарци:
- Џереми Додсон — 60 м

## Резултати

### Мушкарци
| Атлетичар     | Дисциплина | Лични рекорд | Квалификације | Квалификације | Полуфинале           | Полуфинале           | Финале               | Финале       | Детаљи                                  |
| Атлетичар     | Дисциплина | Лични рекорд | Резултат      | Место         | Резултат             | Место                | Резултат             | Место        | Детаљи                                  |
| ------------- | ---------- | ------------ | ------------- | ------------- | -------------------- | -------------------- | -------------------- | ------------ | --------------------------------------- |
| Џереми Додсон | 60 м       | 6,58 НР      | 5,76          | 4. у гр. 5    | Није се квалификовао | Није се квалификовао | Није се квалификовао | 30 / 53 (56) | Архивирано на веб-сајту (22. март 2016) |